# Innocenty (Pavlović)
Innocenty, imię świeckie Jakov Pavlović (ur. 31 lipca 1840 w Šabcu, zm. 1905) – serbski biskup prawosławny, w latach 1898–1905 metropolita belgradzki.

## Życiorys
Był synem protojereja i działacza politycznego Jovana Pavlovicia. W rodzinnym Šabcu ukończył szkołę podstawową i cztery klasy gimnazjum. Następnie wyjechał do Belgradu, gdzie przez dwa lata uczył się w seminarium duchownym. Dalszy kurs seminarium odbył w Kijowie, gdzie ukończył następnie także Akademię Duchowną. W 1863 wrócił do Serbii i 31 lipca tego samego roku został wyświęcony na kapłana jako duchowny żonaty. W latach 1864–1870 był kapelanem wojskowym w Kragujevcu oraz wykładowcą miejscowego gimnazjum. W 1870 został profesorem belgradzkiego seminarium duchownego, a w styczniu 1871 – jego rektorem. W 1877 przeniesiono go na stanowisko katechety wyższej szkoły żeńskiej w Belgradzie, będąc równocześnie kapłanem dworu. W latach 1880–1886 był naczelnikiem wydziału cerkiewnego w Ministerstwie Oświaty i Spraw Kościelnych. W 1886 wrócił na stanowisko rektora belgradzkiego seminarium i pozostał na nim do 1893, gdy odszedł na emeryturę. Rok wcześniej zmarła jego żona. Po stracie małżonki złożył wieczyste śluby mnisze, przyjmując imię zakonne Innocenty.
1 sierpnia 1894 został nominowany na biskupa niskiego i dzień później wyświęcony. Cztery lata później, po śmierci metropolity belgradzkiego Michała, z woli króla Aleksandra I został jego następcą na urzędzie metropolity belgradzkiego. O jego wskazaniu zdecydował fakt uzyskania wykształcenia w Rosji, co według monarchy pozwoliłoby uzyskać jej przychylność dla Cerkwi prawosławnej w Serbii.
Chociaż był człowiekiem gruntownie wykształconym, nie pozostawił po sobie żadnej obszerniejszej pracy. Publikował jedynie artykuły o tematyce teologicznej i pedagogicznej w różnych czasopismach, a także regularnie wygłaszał kazania. Spisał 250 homilii, jednak tylko niektóre zostały wydane drukiem.